# Depułtycze
Depułtycze – osada leśna wsi Depułtycze Królewskie w Polsce, w województwie lubelskim, w powiecie chełmskim, w gminie Chełm.
Do 2023 miejscowość była samodzielną osadą leśną.
W latach 1975–1998 miejscowość administracyjnie należała do województwa chełmskiego.